# Puerto de San Vicente
Puerto de San Vicente – gmina w Hiszpanii, w prowincji Toledo, w Kastylii-La Mancha, o powierzchni 46,51 km². W 2011 roku gmina liczyła 245 mieszkańców.